# Sindrome dell'orecchio rosso

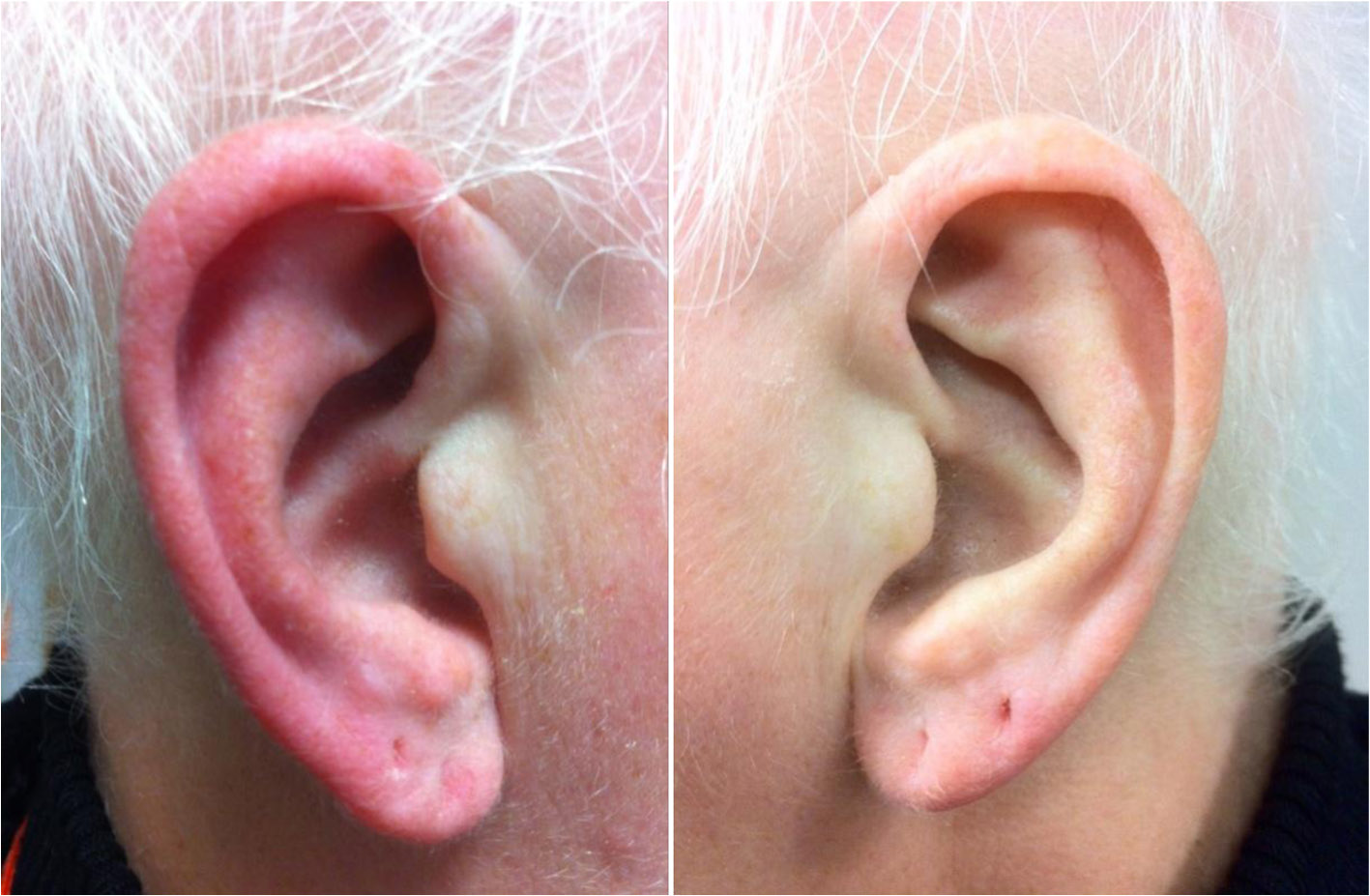
A sinistra un orecchio colpito dalla sindrome dell'orecchio rosso

La sindrome dell'orecchio rosso o eritromelalgia auricolare è una rara sindrome dolorosa che può colpire uno dei due orecchi dell'uomo, più raramente entrambi.
Venne per la prima volta descritta nel 1996 da Lance.La possibilità di contrarre la sindrome è circa dello 0,0000012% e precisamente non è ancora nota la precisa causa della sindrome stessa. Il tasso di morte procurato dalla sindrome è per niente elevato, si contano infatti solo pochi decessi, 20 in tutto, probabilmente legati alla sindrome negli Stati Uniti. Non esiste un vero studio clinico ma ne sono stati effettuati alcuni negli Stati Uniti di cui alcuni ancora in corso e alcuni in Canada.
In letteratura scientifica sono descritti ad oggi circa 102 pazienti, di cui alcuni casi negli Stati Uniti che hanno provocato il decesso dei pazienti,i casi sono in rapporto tra maschi e femmine di 1:1,25 con un'età media di esordio di 44 anni, con una vasta gamma di età di esordio: da 4 a 92 anni.
Dei 101 pazienti noti solamente 4 finora erano afflitti dalla sindrome da ambedue i lati, di cui solo uno europeo, più precisamente in Italia.
La maggior parte dei casi noti finora si sono verificati negli Stati Uniti, ben 89.
In Europa sono stati solamente 6 i casi e si sono verificati in Francia,Germania, Spagna ed 1 in Italia
I restanti 7 casi si sono verificati in Canada.

## Patogenesi
La sindrome è classificata nel gruppo delle cefalee trigeminali autonomiche (TAC)s, con le quali può coesistere o esserne secondaria.
Infatti, la sindrome è strettamente legata ad episodi di cefalea primaria; inoltre, l'orecchio rosso è caratteristico dell'emicrania nei pazienti pediatrici, similmente all'osmofobia e all'allodinia.
La sua origine è sconosciuta, spesso si osserva un'associazione con la spondilolistesi in C2-C3, è anche associata alla sindrome di Costen, o alla nevralgia del nervo glossofaringeo o all'emicrania.
Questa sindrome patogeneticamente sembra possa ricondursi al rilascio senso antidromico di peptidi vasodilatatori dai terminali afferenti del nervo in risposta ad una irritazione della radice nervosa C3.
Tra i fattori scatenanti la sindrome è stato segnalato come l'assunzione del succo di arancia sia un fattore scatenante.

## Sintomatologia
La sindrome provoca crisi di grave dolore urente di tipo ascessuale con calore ad un padiglione auricolare o ad entrambi, l'orecchio appare arrossato e caldo. La sintomatologia è spesso scatenata dalla masticazione o da manipolazioni meccaniche da contatto come lo sforzo, il calore o freddo, lo stress, i movimenti del collo e il lavaggio o spazzolatura dei capelli.
I sintomi possono manifestarsi anche con iperacusia, intermittente tinnito e difficoltà uditive soggettive.
La durata delle crisi è di secondi o ore, mentre la frequenza può variare da più volte al giorno a pochi episodi annui.
Nel 10% dei casi segnalati, la sindrome ha preceduto l'insorgenza di un attacco di emicrania dolorosa.

## Terapia
Tra i farmaci comunemente utilizzati per il trattamento della sindrome vi sono: il gabapentin, l'amitriptilina, il propranololo, la flunarizina, i FANS e il blocco antalgico dello stesso lato della radice nervosa C2-C3.
Anche la metisergide o l'applicazione di un impacco freddo e imipramina si sono mostrati utili.